# Centaurea messenicolasiana
Centaurea messenicolasiana là một loài thực vật có hoa trong họ Cúc. Loài này được T.Georgiadis, Dimitrellos & Routsi mô tả khoa học đầu tiên năm 1996.